# Wivan Pettersson
Wivan Pettersson (Eskilstuna, 24 gennaio 1904 – Eskilstuna, 7 novembre 1976) è stata una nuotatrice svedese, specializzata nello stile libero.

## Palmarès
- Giochi olimpici

Parigi 1924: bronzo nella staffetta 4x100 metri stile libero.